# 트릴레마

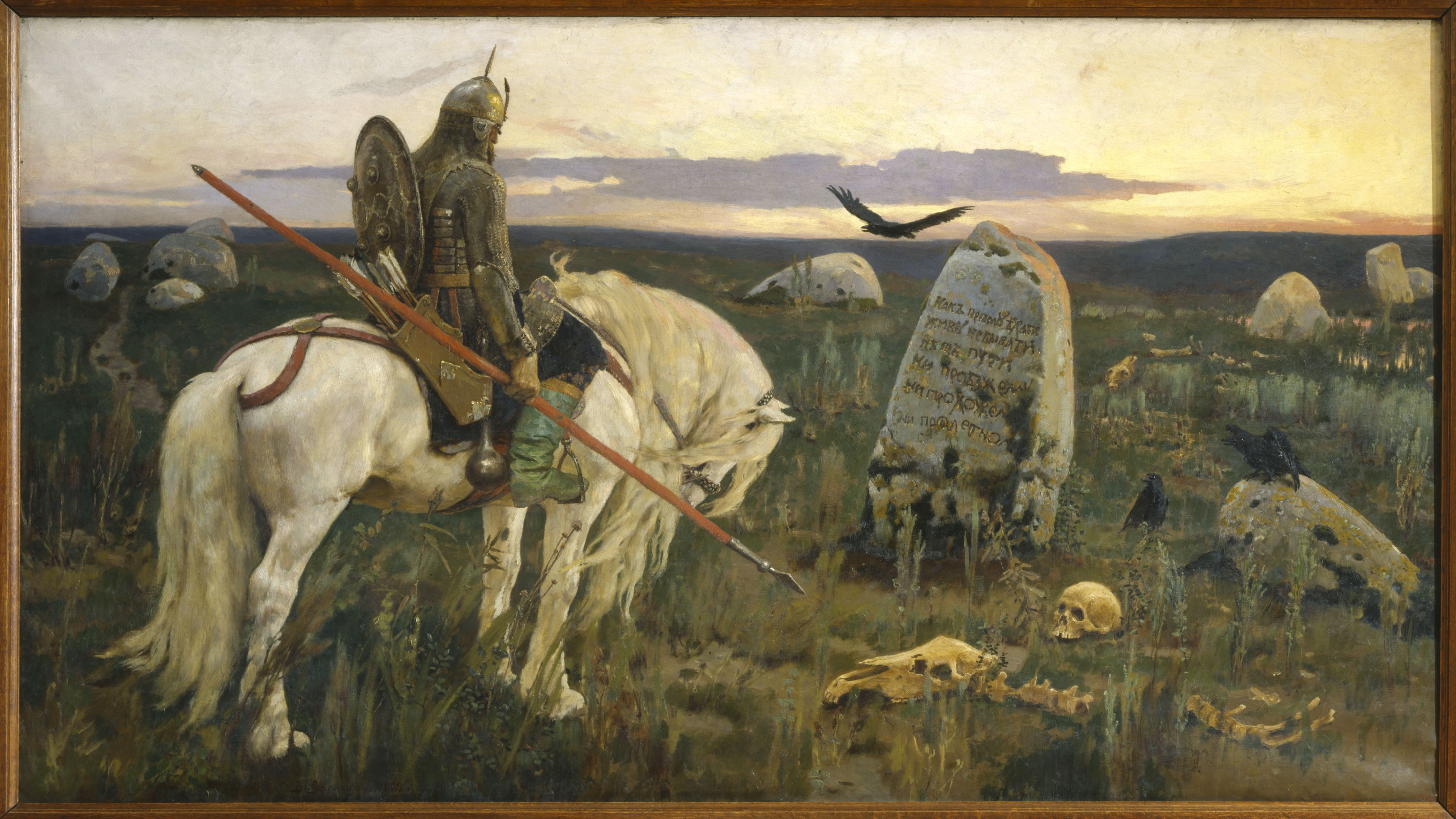

트릴레마(trilemma)는 세 가지 옵션 중 각각 받아들이기 어려우거나 불리한 어려운 선택을 말한다.
이 용어를 최초로 사용한 것은 1672년 영국의 목사 필립 헨리에 의해서였으며 나중에 1725년 아이작 와츠에 의해 사용되었다.

## 같이 보기
- 딜레마